# Liste der Nummer-eins-Hits in Bulgarien (2014)
Diese Liste der Nummer-eins-Hits basiert auf den offiziellen Chartlisten (Airplay Top 5 / BG Top 5) der Bulgarian Association of the Music Producers (BAMP), der bulgarischen Landesgruppe der IFPI, im Jahr 2014.

## Singles
| ← 2013 ← | Liste der Nummer-eins-Hits in Bulgarien (Airplay) | Liste der Nummer-eins-Hits in Bulgarien (Airplay)              | Liste der Nummer-eins-Hits in Bulgarien (Airplay) | 2015 → |
| \| Zeitraum \| Wo. ges. \| Interpret \| Titel Autor(en) \| Zusätzliche Informationen \| \| (Zeitraum, Wochen auf Platz eins, Interpret, Titel, Autor[en], zusätzliche Informationen) \| \| \| \| \| \| ----------------------------------------------------------------------------------------- \| -------- \| -------------------------------------------------------------- \| ---------------------------------------------------------------------------------------------------------------------------------------------------------------- \| ------------------------------------------------------------------------------------------------------------------------ \| \| 2. Dezember 2013 – 5. Januar 2014 5 Wochen \| 5 \| One Direction \| Story of My Life John Ryan, Julian Bunetta, Jamie Scott, Harry Styles, Liam Payne, Louis Tomlinson, Niall Horan, Zayn Malik \| – \| \| 6. Januar 2014 – 19. Januar 2014 2 Wochen \| 2 \| Pitbull feat. Kesha \| Timber Lee Oskar, Lukasz Gottwald, Henry Walter, Kesha Sebert, Priscilla Hamilton, Greg Errico, Jamie Sanderson, Breyan Stanley Isaac, Keri Oskar, Armando Pérez \| – \| \| 20. Januar 2014 – 2. März 2014 6 Wochen (insgesamt 15) \| 15 \| Pharrell Williams \| Happy Pharrell Williams \| – \| \| 3. März 2014 – 9. März 2014 1 Woche \| 1 \| Лора Караджова feat. Криско / Lora Karajova feat. Krisko Beats \| Bye Bye \| – \| \| 10. März 2014 – 20. April 2014 6 Wochen (insgesamt 15) \| 15 \| Pharrell Williams \| Happy Pharrell Williams \| – \| \| 21. April 2014 – 27. April 2014 1 Woche \| 1 \| Katy Perry feat. Juicy J \| Dark Horse Max Martin, Lukasz Gottwald, Jordan Houston, Katy Perry, Henry Walter, Sarah Theresa Hudson \| – \| \| 28. April 2014 – 18. Mai 2014 3 Wochen (insgesamt 15) \| 15 \| Pharrell Williams \| Happy Pharrell Williams \| – \| \| 19. Mai 2014 – 1. Juni 2014 2 Wochen (insgesamt 3) \| 3 \| Прея feat. Били Хлапето / Preyah feat. Billy Hlapeto \| Малките неща / Malkite neshta \| – \| \| 2. Juni 2014 – 15. Juni 2014 2 Wochen (insgesamt 4) \| 4 \| Криско & Мария Илиева / Krisko & Maria Ilieva \| Видимо Доволни / Vidimo dovolni \| – \| \| 16. Juni 2014 – 22. Juni 2014 1 Woche (insgesamt 3) \| 3 \| Прея feat. Били Хлапето / Preyah feat. Billy Hlapeto \| Малките неща / Malkite neshta \| – \| \| 23. Juni 2014 – 6. Juli 2014 2 Wochen (insgesamt 4) \| 4 \| Криско & Мария Илиева / Krisko & Maria Ilieva \| Видимо Доволни / Vidimo dovolni \| – \| \| 7. Juli 2014 – 10. August 2014 5 Wochen \| 5 \| Жана Бергендоф / Zhana Bergendorff \| Самурай / Samurai \| Die Siegerin der zweiten Staffel von X Factor reiht sich bei den erfolgreichen bulgarischen Castingshow-Interpreten ein. \| \| 11. August 2014 – 24. August 2014 2 Wochen \| 2 \| Сантра & Павел и Венци Венц / Santra feat. Pavell i Venci Venc \| Изгрева и Залеза / Izgreva i zaleza \| – \| \| 25. August 2014 – 21. September 2014 4 Wochen (insgesamt 5) \| 5 \| Lilly Wood & the Prick and Robin Schulz \| Prayer in C (Robin Schulz Remix) Nili Hadida, Benjamin Cotto \| – \| \| 22. September 2014 – 28. September 2014 1 Woche \| 1 \| Nico & Vinz \| Am I Wrong William Wiik Larsen, Nico Sereba, Vincent Dery \| – \| \| 29. September 2014 – 5. Oktober 2014 1 Woche (insgesamt 5) \| 5 \| Lilly Wood & the Prick and Robin Schulz \| Prayer in C (Robin Schulz Remix) Nili Hadida, Benjamin Cotto \| – \| \| 6. Oktober 2014 – 12. Oktober 2014 1 Woche \| 1 \| Iggy Azalea feat. Rita Ora \| Black Widow Tor Erik Hermansen, Mikkel Storleer Eriksen, Sarah Hudson, Katy Perry, Benjamin Levin, Iggy Azalea \| – \| \| 13. Oktober 2014 – 19. Oktober 2014 1 Woche (insgesamt 2) \| 2 \| Years & Years \| Take Shelter \| – \| \| 20. Oktober 2014 – 9. November 2014 3 Wochen (insgesamt 4) \| 4 \| Meghan Trainor \| All About That Bass Kevin Kadish, Meghan Trainor \| – \| \| 10. November 2014 – 16. November 2014 1 Woche (insgesamt 2) \| 2 \| Years & Years \| Take Shelter \| – \| \| 17. November 2014 – 23. November 2014 1 Woche (insgesamt 4) \| 4 \| Meghan Trainor \| All About That Bass Kevin Kadish, Meghan Trainor \| – \| \| 24. November 2014 – 4. Januar 2015 6 Wochen (insgesamt 7) \| 7 \| Maroon 5 \| Animals Adam Levine, Johan Schuster, Benjamin Levin \| – \| |                                                   |                                                                | | |
| ← 2013 |                                                   |                                                                | | → 2015 → |
| Zeitraum | Wo. ges.                                          | Interpret                                                      | Titel Autor(en) | Zusätzliche Informationen                                                                                                |
| (Zeitraum, Wochen auf Platz eins, Interpret, Titel, Autor[en], zusätzliche Informationen) |                                                   |                                                                | | |
| 2. Dezember 2013 – 5. Januar 2014 5 Wochen | 5                                                 | One Direction                                                  | Story of My Life John Ryan, Julian Bunetta, Jamie Scott, Harry Styles, Liam Payne, Louis Tomlinson, Niall Horan, Zayn Malik                                      | – |
| 6. Januar 2014 – 19. Januar 2014 2 Wochen | 2                                                 | Pitbull feat. Kesha                                            | Timber Lee Oskar, Lukasz Gottwald, Henry Walter, Kesha Sebert, Priscilla Hamilton, Greg Errico, Jamie Sanderson, Breyan Stanley Isaac, Keri Oskar, Armando Pérez | – |
| 20. Januar 2014 – 2. März 2014 6 Wochen (insgesamt 15) | 15                                                | Pharrell Williams                                              | Happy Pharrell Williams | – |
| 3. März 2014 – 9. März 2014 1 Woche | 1                                                 | Лора Караджова feat. Криско / Lora Karajova feat. Krisko Beats | Bye Bye | – |
| 10. März 2014 – 20. April 2014 6 Wochen (insgesamt 15) | 15                                                | Pharrell Williams                                              | Happy Pharrell Williams | – |
| 21. April 2014 – 27. April 2014 1 Woche | 1                                                 | Katy Perry feat. Juicy J                                       | Dark Horse Max Martin, Lukasz Gottwald, Jordan Houston, Katy Perry, Henry Walter, Sarah Theresa Hudson                                                           | – |
| 28. April 2014 – 18. Mai 2014 3 Wochen (insgesamt 15) | 15                                                | Pharrell Williams                                              | Happy Pharrell Williams | – |
| 19. Mai 2014 – 1. Juni 2014 2 Wochen (insgesamt 3) | 3                                                 | Прея feat. Били Хлапето / Preyah feat. Billy Hlapeto           | Малките неща / Malkite neshta | – |
| 2. Juni 2014 – 15. Juni 2014 2 Wochen (insgesamt 4) | 4                                                 | Криско & Мария Илиева / Krisko & Maria Ilieva                  | Видимо Доволни / Vidimo dovolni | – |
| 16. Juni 2014 – 22. Juni 2014 1 Woche (insgesamt 3) | 3                                                 | Прея feat. Били Хлапето / Preyah feat. Billy Hlapeto           | Малките неща / Malkite neshta | – |
| 23. Juni 2014 – 6. Juli 2014 2 Wochen (insgesamt 4) | 4                                                 | Криско & Мария Илиева / Krisko & Maria Ilieva                  | Видимо Доволни / Vidimo dovolni | – |
| 7. Juli 2014 – 10. August 2014 5 Wochen | 5                                                 | Жана Бергендоф / Zhana Bergendorff                             | Самурай / Samurai | Die Siegerin der zweiten Staffel von X Factor reiht sich bei den erfolgreichen bulgarischen Castingshow-Interpreten ein. |
| 11. August 2014 – 24. August 2014 2 Wochen | 2                                                 | Сантра & Павел и Венци Венц / Santra feat. Pavell i Venci Venc | Изгрева и Залеза / Izgreva i zaleza | – |
| 25. August 2014 – 21. September 2014 4 Wochen (insgesamt 5) | 5                                                 | Lilly Wood & the Prick and Robin Schulz                        | Prayer in C (Robin Schulz Remix) Nili Hadida, Benjamin Cotto | – |
| 22. September 2014 – 28. September 2014 1 Woche | 1                                                 | Nico & Vinz                                                    | Am I Wrong William Wiik Larsen, Nico Sereba, Vincent Dery | – |
| 29. September 2014 – 5. Oktober 2014 1 Woche (insgesamt 5) | 5                                                 | Lilly Wood & the Prick and Robin Schulz                        | Prayer in C (Robin Schulz Remix) Nili Hadida, Benjamin Cotto | – |
| 6. Oktober 2014 – 12. Oktober 2014 1 Woche | 1                                                 | Iggy Azalea feat. Rita Ora                                     | Black Widow Tor Erik Hermansen, Mikkel Storleer Eriksen, Sarah Hudson, Katy Perry, Benjamin Levin, Iggy Azalea                                                   | – |
| 13. Oktober 2014 – 19. Oktober 2014 1 Woche (insgesamt 2) | 2                                                 | Years & Years                                                  | Take Shelter | – |
| 20. Oktober 2014 – 9. November 2014 3 Wochen (insgesamt 4) | 4                                                 | Meghan Trainor                                                 | All About That Bass Kevin Kadish, Meghan Trainor | – |
| 10. November 2014 – 16. November 2014 1 Woche (insgesamt 2) | 2                                                 | Years & Years                                                  | Take Shelter | – |
| 17. November 2014 – 23. November 2014 1 Woche (insgesamt 4) | 4                                                 | Meghan Trainor                                                 | All About That Bass Kevin Kadish, Meghan Trainor | – |
| 24. November 2014 – 4. Januar 2015 6 Wochen (insgesamt 7) | 7                                                 | Maroon 5                                                       | Animals Adam Levine, Johan Schuster, Benjamin Levin | – |

| ← 2013 ← | Liste der Nummer-eins-Hits in Bulgarien (national) | Liste der Nummer-eins-Hits in Bulgarien (national)             | Liste der Nummer-eins-Hits in Bulgarien (national) | 2015 → |
| \| Zeitraum \| Wo. ges. \| Interpret \| Titel Autor(en) \| Zusätzliche Informationen \| \| (Zeitraum, Wochen auf Platz eins, Interpret, Titel, Autor[en], zusätzliche Informationen) \| \| \| \| \| \| ----------------------------------------------------------------------------------------- \| -------- \| -------------------------------------------------------------- \| ------------------------------------------ \| ------------------------------------------------------------------------------------------------------------ \| \| 25. November 2013 – 5. Januar 2014 6 Wochen \| 6 \| Рафи / Raffi \| Не ме разбра / Ne me razbra \| Der Sieger der ersten bulgarischen X-Factor-Ausgabe 2011 ist auch zweieinhalb Jahre später noch erfolgreich. \| \| 6. Januar 2014 – 12. Januar 2014 1 Woche (insgesamt 2) \| 2 \| Венци / Venzy \| Щом си ти до мен / Shtom ti si do men \| – \| \| 13. Januar 2014 – 19. Januar 2014 1 Woche \| 1 \| Ice Cream \| Захир / Zahir \| – \| \| 20. Januar 2014 – 26. Januar 2014 1 Woche (insgesamt 2) \| 2 \| Венци / Venzy \| Щом си ти до мен / Shtom ti si do men \| – \| \| 27. Januar 2014 – 23. Februar 2014 4 Wochen (insgesamt 5) \| 5 \| Кристо & Лора Караджова / Kristo & Lora Karadjova \| Paradise \| – \| \| 24. Februar 2014 – 2. März 2014 1 Woche (insgesamt 2) \| 2 \| Ангел и Моисей / Angel & Moisey \| Спомняй си \| Die beiden verpassten im Vorjahr bei X Factor das Finale als Vierte knapp. \| \| 9. März 2014 – 13. April 2014 6 Wochen \| 6 \| Дивна / Divna \| Мойта музика / Moita muzika \| – \| \| 14. April 2014 – 20. April 2014 1 Woche (insgesamt 5) \| 5 \| Кристо & Лора Караджова / Kristo & Lora Karadjova \| Paradise \| – \| \| 21. April 2014 – 27. April 2014 1 Woche (insgesamt 2) \| 2 \| Ангел и Моисей / Angel & Moisey \| Спомняй си \| – \| \| 28. April 2014 – 11. Mai 2014 2 Wochen \| 2 \| Криско / Krisko \| Хората говорят / Horata govorjat \| – \| \| 12. Mai 2014 – 18. Mai 2014 1 Woche \| 1 \| Венци и Дивна / Venzy feat. Divna \| Въпрос на време / Vupros na vreme \| – \| \| 19. Mai 2014 – 1. Juni 2014 2 Wochen \| 2 \| Прея feat. Били Хлапето / Preyah feat. Billy Hlapeto \| Малките неща / Malkite neshta \| – \| \| 2. Juni 2014 – 15. Juni 2014 2 Wochen (insgesamt 4) \| 4 \| Криско & Мария Илиева / Krisko & Maria Ilieva \| Видимо Доволни / Vidimo dovolni \| – \| \| 16. Juni 2014 – 22. Juni 2014 1 Woche (insgesamt 3) \| 3 \| Прея feat. Били Хлапето / Preyah feat. Billy Hlapeto \| Малките неща / Malkite neshta \| – \| \| 23. Juni 2014 – 6. Juli 2014 2 Wochen (insgesamt 4) \| 4 \| Криско & Мария Илиева / Krisko & Maria Ilieva \| Видимо Доволни / Vidimo dovolni \| – \| \| 7. Juli 2014 – 10. August 2014 5 Wochen \| 5 \| Жана Бергендоф / Zhana Bergendorff \| Самурай / Samurai \| – \| \| 11. August 2014 – 24. August 2014 2 Wochen (insgesamt 10) \| 10 \| Сантра & Павел и Венци Венц / Santra feat. Pavell i Venci Venc \| Изгрева и Залеза / Izgreva i zaleza \| – \| \| 25. August 2014 – 31. August 2014 1 Woche \| 1 \| Миро и Dim4ou / Miro i Dim4ou \| Скочи над мен / Skochi nad men \| – \| \| 1. September 2014 – 26. Oktober 2014 8 Wochen (insgesamt 10) \| 10 \| Сантра & Павел и Венци Венц / Santra feat. Pavell i Venci Venc \| Изгрева и Залеза / Izgreva i zaleza \| – \| \| 27. Oktober 2014 – 30. November 2014 5 Wochen (insgesamt 6) \| 6 \| Графа / Grafa \| Домино / Domino \| – \| \| 1. Dezember 2014 – 7. Dezember 2014 1 Woche (insgesamt 2) \| 2 \| Криско / Krisko \| Било квот' било / Bilo kvot bilo \| Für den Rapper aus Gabrowo ist es bereits die vierte Nummer eins in einem Jahr. \| \| 8. Dezember 2014 – 14. Dezember 2014 1 Woche (insgesamt 6) \| 6 \| Графа / Grafa \| Домино / Domino \| – \| \| 15. Dezember 2014 – 21. Dezember 2014 1 Woche (insgesamt 2) \| 2 \| Криско / Krisko \| Било квот' било / Bilo kvot bilo \| – \| \| 22. Dezember 2014 – 28. Dezember 2014 1 Woche \| 1 \| Миро и Невена / Miro i Nevena \| Всичко, което искам / Vsichko, koeto iskam \| – \| \| 29. Dezember 2014 – 1. Februar 2015 5 Wochen \| 5 \| Кристо feat. Жана Бергендорф / Kristo feat. Zhana Bergendorff \| Играем с теб до края / Igraem s teb dokray \| – \| |                                                    |                                                                |                                                    | |
| ← 2013 |                                                    |                                                                |                                                    | → 2015 → |
| Zeitraum | Wo. ges.                                           | Interpret                                                      | Titel Autor(en)                                    | Zusätzliche Informationen                                                                                    |
| (Zeitraum, Wochen auf Platz eins, Interpret, Titel, Autor[en], zusätzliche Informationen) |                                                    |                                                                |                                                    | |
| 25. November 2013 – 5. Januar 2014 6 Wochen | 6                                                  | Рафи / Raffi                                                   | Не ме разбра / Ne me razbra                        | Der Sieger der ersten bulgarischen X-Factor-Ausgabe 2011 ist auch zweieinhalb Jahre später noch erfolgreich. |
| 6. Januar 2014 – 12. Januar 2014 1 Woche (insgesamt 2) | 2                                                  | Венци / Venzy                                                  | Щом си ти до мен / Shtom ti si do men              | – |
| 13. Januar 2014 – 19. Januar 2014 1 Woche | 1                                                  | Ice Cream                                                      | Захир / Zahir                                      | – |
| 20. Januar 2014 – 26. Januar 2014 1 Woche (insgesamt 2) | 2                                                  | Венци / Venzy                                                  | Щом си ти до мен / Shtom ti si do men              | – |
| 27. Januar 2014 – 23. Februar 2014 4 Wochen (insgesamt 5) | 5                                                  | Кристо & Лора Караджова / Kristo & Lora Karadjova              | Paradise                                           | – |
| 24. Februar 2014 – 2. März 2014 1 Woche (insgesamt 2) | 2                                                  | Ангел и Моисей / Angel & Moisey                                | Спомняй си                                         | Die beiden verpassten im Vorjahr bei X Factor das Finale als Vierte knapp.                                   |
| 9. März 2014 – 13. April 2014 6 Wochen | 6                                                  | Дивна / Divna                                                  | Мойта музика / Moita muzika                        | – |
| 14. April 2014 – 20. April 2014 1 Woche (insgesamt 5) | 5                                                  | Кристо & Лора Караджова / Kristo & Lora Karadjova              | Paradise                                           | – |
| 21. April 2014 – 27. April 2014 1 Woche (insgesamt 2) | 2                                                  | Ангел и Моисей / Angel & Moisey                                | Спомняй си                                         | – |
| 28. April 2014 – 11. Mai 2014 2 Wochen | 2                                                  | Криско / Krisko                                                | Хората говорят / Horata govorjat                   | – |
| 12. Mai 2014 – 18. Mai 2014 1 Woche | 1                                                  | Венци и Дивна / Venzy feat. Divna                              | Въпрос на време / Vupros na vreme                  | – |
| 19. Mai 2014 – 1. Juni 2014 2 Wochen | 2                                                  | Прея feat. Били Хлапето / Preyah feat. Billy Hlapeto           | Малките неща / Malkite neshta                      | – |
| 2. Juni 2014 – 15. Juni 2014 2 Wochen (insgesamt 4) | 4                                                  | Криско & Мария Илиева / Krisko & Maria Ilieva                  | Видимо Доволни / Vidimo dovolni                    | – |
| 16. Juni 2014 – 22. Juni 2014 1 Woche (insgesamt 3) | 3                                                  | Прея feat. Били Хлапето / Preyah feat. Billy Hlapeto           | Малките неща / Malkite neshta                      | – |
| 23. Juni 2014 – 6. Juli 2014 2 Wochen (insgesamt 4) | 4                                                  | Криско & Мария Илиева / Krisko & Maria Ilieva                  | Видимо Доволни / Vidimo dovolni                    | – |
| 7. Juli 2014 – 10. August 2014 5 Wochen | 5                                                  | Жана Бергендоф / Zhana Bergendorff                             | Самурай / Samurai                                  | – |
| 11. August 2014 – 24. August 2014 2 Wochen (insgesamt 10) | 10                                                 | Сантра & Павел и Венци Венц / Santra feat. Pavell i Venci Venc | Изгрева и Залеза / Izgreva i zaleza                | – |
| 25. August 2014 – 31. August 2014 1 Woche | 1                                                  | Миро и Dim4ou / Miro i Dim4ou                                  | Скочи над мен / Skochi nad men                     | – |
| 1. September 2014 – 26. Oktober 2014 8 Wochen (insgesamt 10) | 10                                                 | Сантра & Павел и Венци Венц / Santra feat. Pavell i Venci Venc | Изгрева и Залеза / Izgreva i zaleza                | – |
| 27. Oktober 2014 – 30. November 2014 5 Wochen (insgesamt 6) | 6                                                  | Графа / Grafa                                                  | Домино / Domino                                    | – |
| 1. Dezember 2014 – 7. Dezember 2014 1 Woche (insgesamt 2) | 2                                                  | Криско / Krisko                                                | Било квот' било / Bilo kvot bilo                   | Für den Rapper aus Gabrowo ist es bereits die vierte Nummer eins in einem Jahr.                              |
| 8. Dezember 2014 – 14. Dezember 2014 1 Woche (insgesamt 6) | 6                                                  | Графа / Grafa                                                  | Домино / Domino                                    | – |
| 15. Dezember 2014 – 21. Dezember 2014 1 Woche (insgesamt 2) | 2                                                  | Криско / Krisko                                                | Било квот' било / Bilo kvot bilo                   | – |
| 22. Dezember 2014 – 28. Dezember 2014 1 Woche | 1                                                  | Миро и Невена / Miro i Nevena                                  | Всичко, което искам / Vsichko, koeto iskam         | – |
| 29. Dezember 2014 – 1. Februar 2015 5 Wochen | 5                                                  | Кристо feat. Жана Бергендорф / Kristo feat. Zhana Bergendorff  | Играем с теб до края / Igraem s teb dokray         | – |